# 上智大学短期大学部
上智大学短期大学部（じょうちだいがくたんきだいがくぶ、英語: Sophia Junior College）は、神奈川県秦野市上大槻山王台999に本部を置く日本の私立大学。1973年創立、1973年大学設置。大学の略称は上智短大やSJC（Sophia Junior Collegeから）とも呼ばれる。

## 概観

### 大学全体
- 神奈川県秦野市に所在する日本の私立短期大学で、設置主体は学校法人上智学院[1]。
- 1973年に開学し。当初より女子のみ英語科のみの単科短大で入学総定員250名[2]。キャンパスは、秦野市郊外の緑豊かな場所にあるが、駅から距離もあるため、秦野駅よりスクールバスが運行されている。
- 2024年度の入学生を最後に[注釈 1]、2026年に短期大学としての使命を終える予定となることが決まった。

### 建学の精神（校訓・理念・学是）
- 教育理念は、「キリスト教ヒューマニズム」・「徹底した英語教育」・「国際性」となっている。

### 教育および研究
- 上智大学短期大学部はキリスト教系の短大であることから、「宗教学」の科目がある。

### 学風および特色
- 英語教育に力をいれており、英語以外の言語を使用禁止となっている授業もあったり、出席率が芳しくない学生に対する呼び出しや警告があったりと厳しく教育を行っているところもある。現在でも、女子短期大学である。入学試験は、東京都千代田区にある上智大学本部で行われる。

## 沿革
- 1973年
  - 1月27日 左記を以て文部省[注 1]より短期大学の設置が認可される[注釈 2]。
  - 4月1日 上智短期大学が以下の学科体制にて開学する。
    - 英語科 入学定員250名

  - 5月1日 学生数[8]/定員[9]
    - 英語科 299[注釈 3]/250
- 1992年
  - 5月1日 学生数[注 2]/定員
    - 英語科 567[注釈 3]/500
- 1999年
  - 5月1日 学生数[12]/定員
    - 英語科 578[注釈 3]/500
- 2012年
  - 4月1日 上智大学短期大学部に改称[13]。
- 2024年
  - 4月1日 この年度で学生募集が最終となる[注釈 1]。

## 基礎データ

### 所在地
- 神奈川県秦野市上大槻山王台999

### 象徴
- 上智大学と同じものを使用[14]。

## 教育および研究

### 組織

#### 学科
- 英語科 入学定員250名
  - 異文化理解領域
  - 英米文学研究領域
  - 言語研究領域
  - 言語教育領域

#### 専攻科
- なし

#### 別科
- なし

#### 取得資格について
資格
- 児童英語指導者

教職課程
- かつて中学校教諭二種免許状（英語）の課程が設置されていた[注 3]。

#### 附属機関
- 図書館：学内にある

### 研究
- 『上智短期大学紀要 = Sophia Junior College faculty journal』[19]
- 『多文化共生と教育 : 第二世代のアイデンティティと母語教育 : 上智短期大学創立40周年記念シンポジウム』[20]
- 『上智大学短期大学部紀要 = Sophia University Junior College Division faculty journal』[21]

### 教育
- 特色ある大学教育支援プログラム
  - 家庭教師ボランティアが1988年から実施されている。短大のある秦野市近隣に在住している外国籍の人に対する日本語学習支援活動を行なっている。

## 学生生活

### 部活動・クラブ活動・サークル活動
- クラブ活動には体育系・文化系のクラブが幾つかあるが、なかでも活発なものとして「児童英語教育サークル」があげられる。これは、幼稚園や小学校をはじめとした学校教育施設での英語教育活動をすることがねらいとされている。ほか、「ガラリヤ会」と称したボランティアサークルも盛んに行なわれている。

### 学園祭
- 学園祭は「SJ祭（ソフィア・ジュニア祭）」と呼ばれ毎年、概ね10月末に行われている。その前夜祭には、ハロウィン仮装行列が実施される。

## 大学関係者と組織

### 大学関係者組織
- 上智大学とは別に、短大独自に「上智大学短期大学部ソフィア会」と称する同窓会組織がある。

### 大学関係者一覧
歴代学長
- 滝澤正（第三代短期大学部学長、上智大学学長兼務）

教職員
- 岩村圭南 - 元・助教授、現・英語教育コンサルタント（英語学習関連の著作多数）

#### 出身者
- 雫有希 - プロレスラー（慶應義塾大学へ編入）
- 川又ゆうみ - セパタクロー選手（上智大学へ編入）
- 夏石鈴子 - 小説家、エッセイスト

## 施設

### キャンパス
- 交通アクセス：小田急小田原線秦野駅下車。そこから、スクールバスが運行されている。

### 学生食堂
- 学内にある。

### 寮
- 「聖マリア寮」と呼ばれる学生寮が学内にある。聖マリア修道女会によって運営されてきたが、2018年4月より学校法人上智学院が運営することになり、2020年に閉寮する予定である。

### その他
- 聖堂
- クラブハウスほか

## 対外関係

### 他大学との協定
- エディンバラ大学
- マギル大学
- ペンシルベニア大学
- オークランド大学
- アルカラ・デ・エレナス大学
- モナッシュ大学

### 姉妹校
大学
- エリザベト音楽大学

短期大学
- 青森明の星短期大学
- 大阪信愛女学院短期大学
- 鹿児島純心女子短期大学
- 久留米信愛女学院短期大学
- 桜の聖母短期大学
- 聖カタリナ大学短期大学部
- 聖セシリア女子短期大学
- 清泉女学院短期大学
- 星美学園短期大学
- 聖霊女子短期大学
- 南山大学短期大学部
- 八戸学院大学短期大学部
- 聖園学園短期大学
- 和歌山信愛女子短期大学

高等学校・中学校
- 栄光学園中学校・高等学校
- 六甲学院中学校・高等学校
- 広島学院中学校・高等学校
- 上智福岡中学校・高等学校

### 系列校
- 上智大学

## 社会との関わり
- 「コミュニティカレッジ」（公開講座）：英語・スペイン語・中国語などの語学講座が主として行われている。
- 高大連携特別授業：短大のある秦野市やその周辺における地域の提携校の高校生を対象に、英語による特別授業が行われている。

## 卒業後の進路について

### 編入学・進学実績
- これまでの実績では、併設の上智大学ほか秋田大学・宇都宮大学・東京外国語大学・富山大学・鹿児島大学・慶應義塾大学・青山学院大学・白百合女子大学・津田塾大学・中央大学・東京女子大学・法政大学・明治学院大学・立教大学・フェリス女学院大学・立命館大学などがある。

## 不祥事
- 短期大学学長（第二代）の高野敏樹が2012年8月から9月にかけて短期大学在学中の女子学生に対し好意をほのめかすなどのメールを携帯電話で約60通送るセクハラ行為を行い、2013年3月27日に開催された上智学院理事会で学長を解任された[22][23]。